# Эштеван да Гама (XV век)
Эште́ван да Гама (порт. Estêvão da Gama; ок. 1430 — июль 1497) — португальский рыцарь XV века, больше всего известный как отец португальского мореплавателя Васко да Гама. Рыцарь Ордена Сантьяго.
Эштеван да Гама был старшим из четырёх сыновей Васко да Гама из Оливенса и донны Терезы да Силва. Эштеван служил рыцарем при дворе принца Фернанду, герцога Визеу и Бежа. В молодости вступил в Орден Сантьяго. От Ордена Эштеван получил назначение на должность алкайда города Синиш. Эту позицию он занимал вплоть до 1478 года. В 1472 году Орден Сантьяго возглавил принц Жуан, будущий король Жуан II. Служа Ордену, Эштеван да Гама сделал достойную карьеру, занимая посты коменданта Серкал-ду-Алентежу, и возможно, коменданта Сейшала, а также выполняя персональные поручения принца Жуана.
Эштеван да Гама женился на Изабел Содре (порт. Isabel Sodré), дочери Жуана Содре (порт. João Sodré), известного также как Жуан ди Резенде (порт. João de Resende). Она была сестрой Висенте Содре и Браша Содре (порт. Brás Sodré), которые примут участие в походе 4-й Индийской армады Португалии, возглавляемой их племянником Васко да Гама, в качестве капитанов кораблей. Известная в Португалии семья Содре имела английское происхождение, ведя свою родословную от рыцаря Фредерика Садли (англ. Frederick Sudley) из Глостершира, который сопровождал герцога Эдмунда Лэнгли в поездке в Португалию в 1381 году. В отличие от Эштевана, семья Содре служила другому рыцарскому ордену — Ордену Христа.
Эштеван да Гама и Изабел Содре имели пять сыновей, в предполагаемом порядке старшинства: Паулу да Гама, который впоследствии участвовал в плавании в Индию вместе с Васко, Жуан Содре (взявший фамилию матери), Васко да Гама, Педро да Гама и Айриш да Гама.
У них также была дочь — Терезе да Гама. Кроме этого, Эштеван да Гама ещё до официального брака имел незаконнорождённого сына, которого тоже звали Васко да Гама.
После того, как в 1488 году Бартоломеу Диаш обогнул Мыс Доброй Надежды и вышел в Индийский океан, Жуан II стал планировать морскую экспедицию в Индию во главе с Эштеваном да Гама. По разным причинам эта экспедиция не состоялась до 1497 года.
В июле 1491 года наследник португальского престола принц Афонсу погиб в результате несчастного случая (падения с лошади). На роль престолонаследника претендовали побочный сын Жуана II Жорже де Ланкастр и Мануэл, герцог Бежа, родной брат королевы Леоноры. Эштеван да Гама поддержал первого, являвшегося командором Орден Сантьяго (Мануэл, герцог Бежа был командором Ордена Христа). После смерти Жуана II в 1495 году, Эштеван да Гама с сыновьями оказался в оппозиции к новому королю. Мануэл I поддержал планы своего предшественника по поводу морских экспедиций, и, когда к 1497 году всё было готово к большой экспедиции в Индию, вновь всплыло имя Эштевана да Гама, как руководителя этой экспедиции. Однако к июлю 1497 года Эштеван да Гама был уже сильно болен (или даже уже умер). Тогда на роль руководителя этой экспедиции был назначен его сын — Васко да Гама. Утверждалось, что эта должность была сначала предложена старшему сыну Эштевана — Паулу, но он отказался возглавить экспедицию, хотя согласился стать капитаном одного из кораблей под руководством своего младшего брата.
После триумфального возвращения из экспедиции Васко да Гама, король в награду передал ему во владение старую вотчину Эштевана — город Синиш.
Одного из своих сыновей Васко да Гама назвал Эштеван да Гама в честь своего отца.
Известен ещё один Эштеван да Гама, сын Эйреса да Гама, брата Васко да Гама, командовавший эскадроном 4-й Индийской армады Португалии.

## Комментарии
1. ↑  Упоминание об этом можно найти у португальских хронистов Жуана ди Барруша и Фернана Лопеса де Кастаньеда
2. ↑  Тоже к тому времени ставшими активными членами Ордена Сантьяго
3. ↑  Хотя вступить во владение городом Синиш оказалось для Васко да Гама весьма непросто из-за противодействия Ордена Сантьяго